# Paspalum burchellii
Paspalum burchellii là một loài thực vật có hoa trong họ Hòa thảo. Loài này được Munro ex Döll mô tả khoa học đầu tiên năm 1877.